# Кел ам Зе
Кел ам Зе (њем. Kell am See) општина је у њемачкој савезној држави Рајна-Палатинат. Једно је од 103 општинска средишта округа Трир-Сарбург. Према процјени из 2010. у општини је живјело 1.890 становника. Посједује регионалну шифру (AGS) 7235058.

## Географски и демографски подаци
Кел ам Зе се налази у савезној држави Рајна-Палатинат у округу Трир-Сарбург. Општина се налази на надморској висини од 480 метара. Површина општине износи 28,3 km². У самом мјесту је, према процјени из 2010. године, живјело 1.890 становника. Просјечна густина становништва износи 67 становника/km².